# Margerides
Margerides település Franciaországban, Corrèze megyében. Lakosainak száma 284 fő (2022. január 1.). Margerides Roche-le-Peyroux, Saint-Bonnet-près-Bort, Saint-Victour és Sarroux-Saint Julien községekkel határos.

## Népesség
A település népességének változása:
| Lakosok száma | 281  | 240  | 233  | 247  | 284  | 293  | 305  | 307  | 309  | 284  |
|               | 1968 | 1982 | 1990 | 2006 | 2013 | 2015 | 2017 | 2019 | 2020 | 2022 |